# セントルシア元老院
セントルシア元老院（セントルシアげんろういん、英語: Senate of Saint Lucia）はセントルシア議会の一部で、上院に相当する。議員は11名である。
与党の元老院議員：
- ポーリーン・アントワーン＝プロスペア (Pauline Antoine-Prospere)
- ギビオン・ファーディナンド (Guibion Ferdinand)
- アリソン・ジーン (Allison Jean)[3]
- リサ・カッサンドラ・ジャワヒール (Lisa Cassandra Jawahir)
- ケイジャンナ・トゥーサン＝チャーリー (Kaygianna Toussaint-Charley)

野党の元老院議員：
- ドミニク・フェディー (Dominic Fedee)
- ヘロッド・スタニスロース (Herod Stanislaus)
- アンジェリーナ・フェラ・ポリアス (Angelina Phera Polius)

無所属の元老院議員：
- ヌーラニ・アジーズ (Noorani Azeez)
- デール・A・L・リー (Deale A. L. Lee)

元老院議長は、2022年11月24日に就任したアルビナ・レイノルズである。